# Liste der Weichbildsteine in Dresden
In Dresden blieben mehrere Weichbildsteine erhalten. Sie dienten der Abgrenzung des Weichbildes der Stadt und bildeten damit die Stadtgerichtsgrenze.
Die Weichbildsteine stehen unter Denkmalschutz. Denkmaltext des Landesamts für Denkmalpflege: „Weichbildstein mit Wappen und Jahreszahlen; ortsgeschichtlich bedeutend, zudem als älteres Zeugnis der Stadtgeschichte mit Seltenheitswert.“
In der sächsischen Landeshauptstadt wurden ab dem Jahr 1501 durch die Stadt Dresden nummerierte Weichbildsteine gesetzt. Nach Brunner gab es zum Schluss in Dresden etwa 80 und in Altendresden etwa 20 Weichbildsteine, was jedoch durch eigenmächtiges Vorgehen des Dresdner Rates zu Konflikten mit den angrenzenden Dörfern führte: Mit kurfürstlichem Befehl vom 18. August 1550 wurde die Weichbildgrenze Dresdens neu festgesetzt, die Abmarkierung durch Weichbildsteine (die bereits aufgestellten mussten teilweise versetzt, weitere neu aufgestellt werden) dauerte bis 1554, bis die Grenze feststand.

## Weichbildsteine
Weichbildsteine in Dresden befinden sich heute u. a. noch an folgenden Straßen:
| Bild | Nr.        | Standort                                                       | Jahreszahl        | Gemarkung    | Stadtteil                     | Stadtbezirk | Denkmalschutz ID-Nr. |
| ---- | ---------- | -------------------------------------------------------------- | ----------------- | ------------ | ----------------------------- | ----------- | -------------------- |
|      | 2          | Käthe-Kollwitz-Ufer / Schubertstr. (Lage)                      | 1729              | Altstadt II  | Johannstadt-Nord              | Altstadt    | 09213791             |
|      | 4          | Goetheallee / Schubertstr. (Lage)                              | 1729              | Blasewitz    | Blasewitz                     | Blasewitz   | 09213786             |
|      | 7          | Teutoburgstr. / Löscherstr. (Lage)                             | 1729              | Altstadt II  | Striesen-West                 | Blasewitz   | 09213787             |
|      | 9          | Blasewitzer Str. (Einfahrt Wohnheim) (Lage)                    | 1550/1729         | Altstadt II  | Striesen-West                 | Blasewitz   | 09213788             |
|      | 13         | Königsbrücker Str. 21–29 (Lage)                                | 1550/1729         | Neustadt     | Äußere Neustadt               | Neustadt    | 09218847             |
|      | 13 (Kopie) | Dr.-Külz-Ring (vor dem Rathaus) (Lage)                         | 1550/1993 (Kopie) | Altstadt I   | Innere Altstadt               | Altstadt    | 09210295             |
|      | 13 (Kopie) | Großenhainer Str. / Einmündung Hansastr. (Lage)                | 1550/1991–93      | Neustadt     | Leipziger Vorstadt            | Neustadt    | 09218835             |
|      | 23/2       | Hauptallee im Großen Garten (nordwestlich der Pikardie) (Lage) | 1679              | Altstadt II  | Seevorstadt-Ost/Großer Garten | Altstadt    | 09214134             |
|      | 34         | Elsa-Brändström-Str. 16 / Schindergäßchen (Lage)               | 1554              | Strehlen     | Strehlen                      | Prohlis     | 09216861             |
|      | 35         | Dohnaer Str. 23 / Schindergäßchen (Lage)                       | 1543              | Strehlen     | Strehlen                      | Prohlis     | 09302036             |
|      | ?          | Nassauer Weg (nicht gefunden) (Lage)                           | 1729              | Zschertnitz  | Räcknitz/Zschertnitz          | Plauen      | 09213081             |
|      | 47         | Südhöhe / Ludwig-Renn-Allee (Lage)                             | 1729              | Kleinpestitz | Kleinpestitz/Mockritz         | Plauen      | nein                 |
|      | 50         | Kohlenstraße / Höckendorfer Weg (Lage)                         | 1729              | Kleinpestitz | Kleinpestitz/Mockritz         | Plauen      | nein                 |
|      | 55         | Nöthnitzer Str. / Bergstr. (Lage)                              | 1679              | Räcknitz     | Räcknitz/Zschertnitz          | Plauen      | 09213794             |
|      | 61         | Stadtgutstr. 33 (gegenüber) (Lage)                             | 1729              | Räcknitz     | Räcknitz/Zschertnitz          | Plauen      | 09213773             |
|      | 63         | Einsteinstr. / Zellescher Weg (südliche Seite) (Lage)          | 17. Jhdt.         | Räcknitz     | Räcknitz/Zschertnitz          | Plauen      | 09306410             |
|      | 72         | Bamberger Str. / Kaitzer Str. 59 (Lage)                        | 1729              | Altstadt II  | Südvorstadt-West              | Plauen      | 09213792             |
|      | 73         | Chemnitzer Str. 42 (Lage)                                      | 1679              | Plauen       | Plauen                        | Plauen      | 09210406             |
|      | 74         | Hohe Str. 40 (Lage)                                            | 1679              | Altstadt II  | Südvorstadt-West              | Plauen      | 09210362             |